# Karankawan
Karankawan, porodica indijanskih jezika i plemena iz južnog Teksasa u području oko zaljeva Matagorda. Jezici i plemena ovih Indijanaca su nestali a predstavnici su bili Karankawa i njima srodna plemena. Rani jezikoslovci dovodili su ih u vezu s jezicima Tonkawa i Coahuilteca Indijanaca, danas čine izoliranu porodicu.
Karankawan plemenima klasificiraju se pet glavnih plemena (prema Swantonu): Coaque (ili Coco, Capoque), Coapite, Karankawa (Carancaquacas), Kohani (Cujanes) i Kopano (Copanes, Kopanes). On osim njih drži da bi im trebalo pridodati i plemena Tup i Tiopane. Hodge nadalje pripisuje u ovu grupu i: Ebahamo, Kouyam, Meracouman, Quara, Quinet, Toyal. S rezervom bi trebalo uzeti i plemena koja su živjela na njihovom području: Ahehouen, Ahouerhopiheim, Arhau, Chorruco, Doguene, Kabaye, Kiabaha, Las Mulas Indijanci, Mariame, Mendica, Mora, Ointemarhen, Omenaosse, Pataquilla, Quevene, San Francisco Indijanci i Spichehat.

## Vanjske poveznice
- Karankawan Family